# Acroscyphella
Acroscyphella, rod jetrenjarki iz porodice Balantiopsidaceae, dio reda Jungermanniales. Postoje tri priznate vrste

## Vrste
1. Acroscyphella iwatsukii (N. Kitag.) N. Kitag. & Grolle
2. Acroscyphella phoenicorhiza (Grolle) N. Kitag. & Grolle
3. Acroscyphella tjiwideiensis (Sande Lac.) N. Kitag. & Grolle